# Ministerium
Et ministerium er en specialiseret enhed, der er ansvarlig for at varetage et område indenfor centraladministrationen i en stat. I demokratier varetages den politiske ledelse af en minister, statssekretær e.l., mens de administrative ledelse forestås af en højtstående embedsmand. Organisationen varierer fra ministerium til ministerium og fra stat til stat, men almindeligvis består et ministerium af et eller flere departementer, styrelser, direktorater, agenturer, bureauer, kontorer, kommissioner m.v., der typisk refererer til ministeriet, men ikke behøver at gøre det.
Verden rundt bruges betegnelserne "ministerium" og "departement" ofte i flæng (som i Storbritannien og USA).
Ministerier er normalt underlagt et kabinet, en statsminister, en præsident eller en kansler, men de kan også, som i Danmark, i princippet være sideordnede. Et ministerium kan have en, flere eller slet ingen ministre til at varetage dets politiske ledelse; nogle gange således, at der er en samling juniorministre, der refererer til en ledende minister. Antallet af ministerier varierer også fra stat til stat. Det er dog normalt, at en stat har et forsvarsministerium, et udenrigsministerium, et finansministerium og et sundhedsministerium.

## Danmark
I Danmark ledes et ministerium af en minister. En minister kan varetage opgaven som politisk leder af flere ministerier (fx undervisnings- og kirkeminister). Omvendt kan et ministerium have flere ministre (Udenrigsministeriet er ét ministerium med tre ministre, udenrigsministeren, Handels- og udviklingsministeren og ministeren for nordisk samarbejde.)
Departementet betegner den del af ministeriet, som umiddelbart betjener ministeren og som står for den overordnede administrative styring af ministeriets ansatte. Lederen af departementet benævnes departementschef.
I Danmark bruges ordet "ministerium" undertiden synonymt med en hel regering, således f.eks. "Ministeriet Helle Thorning-Schmidt".
Antallet af ministerier i Danmark varierer i forhold til hvordan den siddende regering prioriterer ministerområderne. Således kan ministerier slås sammen og adskilles over tid.

## Reference
1. ↑  departementschef på lex.dk